# 梁思成建筑奖
梁思成建筑奖是中国大陆目前唯一的建筑设计国家奖。

## 历史
经国务院批准，建设部决定利用国际建筑师协会第20届大会的结余经费，建立永久性奖励基金：“梁思成奖励基金”。该基金由中国建筑学会主办、以中国近代著名的建筑家和教育家梁思成先生命名，自2000年起，“梁思成奖”每年颁发一次。这每位“梁思成奖”获得者将从“梁思成奖励基金”中获得10万元人民币的奖励。

## 历届获奖者
| 届数   | 获奖者  | 单位                                           | 备注   |
| ------ | ------- | ---------------------------------------------- | ------ |
| 第一届 | 齐康    | 东南大学建筑学院                               |        |
| 第一届 | 莫伯治  | 广州市城市规划局                               |        |
| 第一届 | 赵冬日  | 北京市建筑设计研究院                           |        |
| 第一届 | 关肇邺  | 清华大学建筑学院                               |        |
| 第一届 | 魏敦山  | 上海现代建筑设计（集团）有限公司               |        |
| 第一届 | 张锦秋  | 中国建筑西北设计研究院                         |        |
| 第一届 | 何镜堂  | 华南理工大学建筑设计研究院                     |        |
| 第一届 | 张开济  | 北京市建筑设计研究院                           |        |
| 第一届 | 吴良镛  | 清华大学建筑学院                               |        |
| 第二届 | 马国馨  | 北京市建筑设计研究院                           |        |
| 第二届 | 彭一刚  | 天津大学建筑学院                               |        |
| 第二届 | 唐葆亨  | 浙江省建筑设计研究院                           | 提名奖 |
| 第二届 | 程泰宁  | 中国联合工程公司                               | 提名奖 |
| 第二届 | 胡绍学  | 清华大学建筑设计研究院                         | 提名奖 |
| 第三届 | 程泰宁  | 中国联合工程公司                               |        |
| 第三届 | 刘克良  | 中国建筑东北设计研究院                         | 提名奖 |
| 第三届 | 刘力    | 北京市建筑设计研究院                           | 提名奖 |
| 第四届 | 王小东  | 新疆建筑设计研究院                             |        |
| 第四届 | 崔愷    | 中国建筑设计研究院                             |        |
| 第四届 | 柴裴义  | 北京市建筑设计研究院                           | 提名奖 |
| 第四届 | 黄星元  | 中国电子工程设计院                             | 提名奖 |
| 第五届 | 柴裴义  | 北京市建筑设计研究院                           |        |
| 第五届 | 黄星元  | 中国电子工程设计院                             |        |
| 第五届 | 黄锡璆  | 中国中元国际工程公司                           | 提名奖 |
| 第六届 | 刘力    | 北京市建筑设计研究院                           |        |
| 第六届 | 黄锡璆  | 中国中元国际工程公司                           |        |
| 第六届 | 孟建民  | 深圳市建筑设计研究总院有限公司                 | 提名奖 |
| 第六届 | 陶郅    | 华南理工大学建筑设计研究院                     | 提名奖 |
| 第六届 | 唐玉恩  | 上海现代建筑设计集团上海建筑设计研究院有限公司 | 提名奖 |
| 第七届 | 孟建民  | 深圳市建筑设计研究总院有限公司                 |        |
| 第七届 | 郭明卓  | 广州市设计院                                   | 提名奖 |
| 第七届 | 梅洪元  | 哈尔滨工业大学建筑学院                         | 提名奖 |
| 第八届 | 杨经文  | 马来西亚汉沙杨有限公司                         |        |
| 第八届 | 周恺    | 天津华汇工程建筑设计有限公司                   |        |
| 第九届 | 庄惟敏  | 清华大学建筑设计研究院                         |        |
| 第九届 | 冯·格康 | 冯·格康，玛格及合伙人建筑师事务所              |        |

## 外部連結
- 梁思成建筑奖新闻平台